# Peter von Osterwald

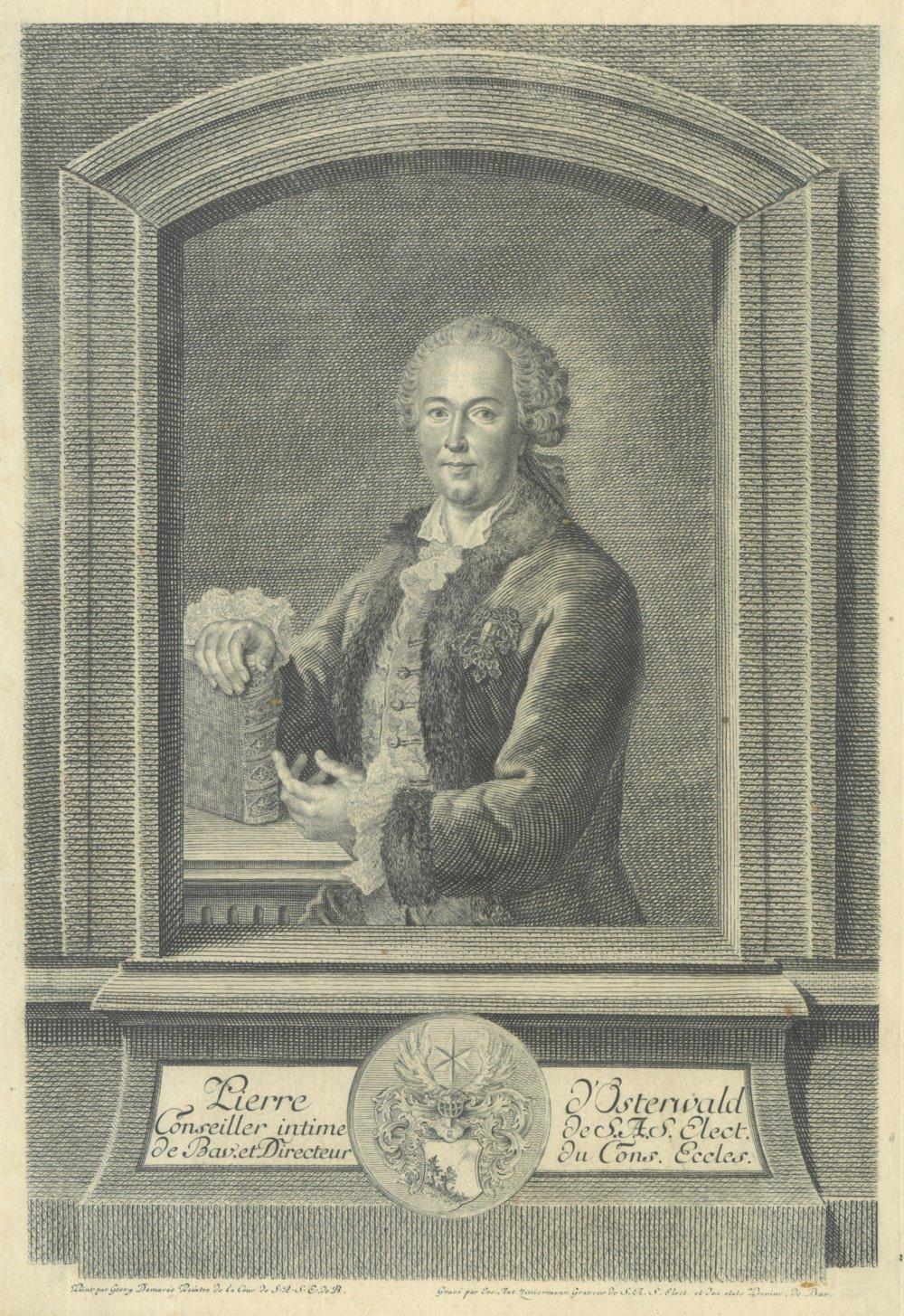
Peter von Osterwald

Peter von Osterwald (* 25. Dezember 1718 in Weilburg; † 19. Januar 1778 in München, Kurfürstentum Bayern) war ein deutscher Katholischer Theologe und Staatsmann. Er war bayrischer Geheimer Rat und Direktor des Geistlichen Rats in München.

## Leben
Peter von Osterwald war der Sohn bürgerlicher, protestantischer Eltern; sein Vater übte den Beruf eines Schneiders aus. Er konnte sich infolge der Unterstützung durch Gönner den Wissenschaften widmen. Nachdem er im Gymnasium seiner Vaterstadt die Römischen und Griechischen Klassiker kennengelernt hatte, besuchte er die Hochschulen in Leipzig, Jena, Halle und Straßburg, wo er Rechtswissenschaft, Mathematik, Geschichte und Philosophie studierte. Aufgrund seiner Talente und Kenntnisse erwarb er sich die Achtung seiner Lehrer und Bewunderung seiner Mitstudenten.
Schon im 14. Lebensjahr war Osterwald aus nicht genauer bekannten Motiven öffentlich zur römisch-katholischen Kirche übergetreten. Um ungestört den Wissenschaften leben zu können, beschloss er in ein Kloster zu gehen und trat 1740 im Reichsstift Gengenbach in den Benediktinerorden ein. Dort begann er ein Studium der Katholischen Theologie und unterrichtete die jungen Klostergeistlichen in Mathematik. Er überzeugte sich aber noch während seines Probejahrs, dass er sich vom Klosterleben irrige Begriffe gemacht hatte. Daher verließ er nach acht Monaten Gengenbach wieder und begab sich nach Augsburg, wo er mit dem damaligen Stadtbaumeister, ehemaligem Prälaten am Schottenkloster in Regensburg, Bernard Stuart, und dem bekannten Mechaniker Georg Friedrich Brander in Verbindung kam.
Von Augsburg ging Osterwald 1744 nach Regensburg und wurde im Schottenstift Sprachlehrer für Französisch, in der Abtei Sankt Emmeram Mathematiklehrer. Zugleich setzte er das Studium der Altertumswissenschaft, der Jurisprudenz, sowie der deutschen und Literaturgeschichte fort und nutzte die Gelegenheit bei den Schotten die Englische Sprache zu erlernen. Der Bischof von Regensburg, Johann Theodor, ernannte ihn 1745 zu seinem Sekretär sowie 1749 zum Hofrat und Zahlmeister. 1757 wurde er von diesem zum Kabinettssekretär, 1758 zum Wirklichen Geheimen Rat befördert und in den Adelstand erhoben und bei der Regierung am Hochstift Freising (Johann Theodor war zugleich Bischof von Freising, seit 1744 auch von Lüttich) beschäftigt.
Der Kurfürst Maximilian Joseph von Bayern berief den mittlerweile verheirateten Osterwald 1760 nach München und ernannte ihn 1761 zum Geheimen Rat sowie weltlichen Direktor des kurfürstlichen Geistlichen Rats. Die Kurbairische Akademie der Wissenschaften gab ihm eine Pension von 800 Gulden und wählte ihn am 27. Mai 1762 zum Direktor der Philosophischen Klasse, welches Amt er dann bis 1768 und erneut von 1774 bis 1778 innehatte. In der Stellung beim Geistlichen Rat hatte er maßgeblichen Anteil an den vom Kurfürsten unternommenen kirchenpolitischen Reformen, indem er diese nicht bloß durch seine amtlichen Arbeiten, sondern auch in Druckschriften begründete und rechtfertigte. Die Einrichtungen unter der Regierung des Kurfürsten Maximilian Joseph zur Einschränkung des Mönchswesens und der übertriebenen Immunität der Klöster rühren größtenteils von ihm her. Er veranlasste auch viele Reformen der Klöster und der Ausbildung der Geistlichen sowie Maßnahmen zur Verbesserung des Unterrichts in Landschulen. Osterwald starb am 19. Januar 1778 im Alter von 59 Jahren in München an einem Stickhusten.

## Schriften
Bedeutend war die im Auftrag des Kurfürsten von Osterwald unter dem Pseudonym Veremund von Lochstein verfasste Schrift Gründe sowohl für als wider die geistliche Immunität in zeitlichen Dingen (München 1766). Die Schrift entwickelt zunächst objektiv die von klerikaler Seite aufgestellten Gründe für die geistliche Immunität und wendet sich dann mit scharfen Gründen gegen die kurialistische Theorie, besonders des Kardinals Bellarmin, wonach der Papst der König der Könige, Fürst der Fürsten, souveräner Herrscher aller Staaten sei. Danach legt das Werk dar, dass der Geistliche in weltlichen Dingen weder für seine Person noch für seine Güter eine Exemtion beanspruchen könne, dass der Staat souverän und von der geistlichen Gewalt gänzlich unabhängig sei. Seine Argumente sind im Wesentlichen Febronius entlehnt.
Die Schrift rief bei der katholischen Geistlichkeit einen Sturm der Entrüstung hervor. Der Fürstbischof Clemens Wenzel von Freising erließ dagegen am 13. August 1766 ein öffentliches Verbot, das auch im Kurfürstentum an den Kirchentüren angeschlagen wurde. Der Kurfürst kassierte dieses Verbot mit einem Erlass vom 29. August als „einen sonderbaren Eingriff in unsere Landeshoheitsrechte“, drohte den Geistlichen Temporaliensperre und den Weltlichen eine willkürliche Strafe an, wenn sie es nicht abnähmen. Er rechtfertigte das Buch, weil es „keine Glaubens- und Religions-Sachen, sondern nur landesherrliche Gerechtsame und Befugnisse“ abhandle, verbot die Gegenschriften und die Abhandlung Bellarmins über die päpstliche Gewalt in zeitlichen Dingen, sah selbst die zweite Auflage durch und ernannte Osterwald am 30. August 1768 zum ersten Direktor des kurfürstlichen geistlichen Rats. Auf den Index wurde das Werk am 26. Mai 1767 gesetzt.
Denselben Gegenstand betrifft Osterwalds Schrift Antworten auf die Fragen eines ungenannten Mitglieds der kurbairischen Akademie der Wissenschaften wegen der geistlichen Immunität in zeitlichen Dingen (Straßburg [München] 1767), einen anderen die anonyme Schrift Nahe Beleuchtung derjenigen Einwürfe, welche einige Kanonisten wider das kurbairische Sponsaliengesetz vom 24. Juli 1769 machen (München 1770), dann nach Einigen auch die Schrift De religiosis ordinibus et eorum reformatione, liber singularis, quem e germ. in latin. traduxit suisque auxit animadversionibus T. R. a. G. in Germ. (1781).
Außerdem enthalten die bayerischen Akten viele Gutachten von Osterwald. Verschiedene in der Akademie der Wissenschaften gehaltene Reden sind unter seinem Namen gedruckt. Zu diesen Schriften gehören u. a.:
- Akademische Rede von dem Zusammenhange und der Ordnung aller Wissenschaften, nebst dem Nutzen, welchen sie dem gesellschaftlichen Leben der Menschen gewähren, München 1762
- Akademische Rede von der lateinischen Sprachlehre, München 1765
- Rede von dem Nutzen der logikalischen Regeln, besonders wider die Freigeisterei und den Aberglauben, München 1767
- Akademische Rede von der natürlichen Antipathie zwischen dem geometrischen und dem Pendantengeiste, München 1771
- Akademische Rede zum Lobe der Astronomie, München 1774

Aus dem Französischen übersetzte Osterwald die Chronologische Einleitung in die Kirchengeschichte, die 1767–1774 in München in 3 Teilen erschien, wozu Ferdinand Sterzinger 1776–1778 einen 4. und 5. Teil schrieb. Osterwald verfertigte auch die 1766 bei Lotter in Augsburg erschienene Landkarte Ducatus Baioriae universae atque superioris palatinatus delineatio.
Osterwald war ein durchaus kirchlicher Mann, besuchte regelmäßig den öffentlichen Gottesdienst bis an sein Lebensende, wurde, wie Lorenz von Westenrieder angibt, von den Hausgenossen, die unvermutet in sein Zimmer kamen, „nicht selten knieend und im stillen Gebet“ angetroffen und begegnete nach dessen Zeugnis dem Klerus auf die beste Weise. Seine Schriften und Tätigkeit greifen nur den Missbrauch an, ohne radikal zu sein.